# Нове Життя (Рибницький район)
Нове Життя (рос. Новая Жизнь; рум. Novaia Jizni) — село в Рибницькому районі в Молдові (Придністров'ї).